# Andreas Mies
Andreas Mies (Keulen, 21 augustus 1990) is een tennisser uit Duitsland. Mies begon met tennis toen hij zes jaar oud was. Zijn favoriete ondergrond is hardcourt. Hij speelt rechtshandig en heeft een tweehandige backhand. Hij is actief in het proftennis sinds 2013.
Mies won zijn eerste futures-titel in het dubbelspel in 2013 in Dortmund (Duitsland).
In 2019 won hij met landgenoot Kevin Krawietz de dubbelspeltitel op  Roland Garros – in de finale versloegen zij het Franse koppel Jérémy Chardy en Fabrice Martin in twee sets. Daarmee werden zij het eerste Duitse duo in het open tijdperk dat een grandslamtitel won in het mannendubbelspel.

## Palmares
| Legenda                       | Legenda               |
| ----------------------------- | --------------------- |
| Grand Slam                    |                       |
| Olympische Spelen             |                       |
| tot 2009                      | vanaf 2009            |
| Tennis Masters Cup            | ATP Finals            |
| ATP Masters Series            | ATP Tour Masters 1000 |
| ATP International Series Gold | ATP Tour 500          |
| ATP International Series      | ATP Tour 250          |

### Dubbelspel
| Nr.                              | Datum             | Toernooi          | Ondergrond    | Partner           | Tegenstanders in finale                 | Score                  | Details |
| -------------------------------- | ----------------- | ----------------- | ------------- | ----------------- | --------------------------------------- | ---------------------- | ------- |
| Gewonnen finales herendubbel     |                   |                   |               |                   |                                         |                        |         |
| 1.                               | 17 februari 2019  | ATP Uniondale     | Hardcourt (i) | Kevin Krawietz    | Santiago González Aisam-ul-Haq Qureshi  | 6-4, 7-5               | Details |
| 2.                               | 8 juni 2019       | Roland Garros (1) | Gravel        | Kevin Krawietz    | Jérémy Chardy Fabrice Martin            | 6-2, 7-6(3)            | Details |
| 3.                               | 17 februari 2019  | ATP Antwerpen     | Hardcourt (i) | Kevin Krawietz    | Rajeev Ram Joe Salisbury                | 7-6(1), 6-3            | Details |
| 4.                               | 10 oktober 2020   | Roland Garros (2) | Gravel        | Kevin Krawietz    | Mate Pavić Bruno Soares                 | 6-3, 7-5               | Details |
| 5.                               | 24 april 2022     | ATP Barcelona     | Gravel        | Kevin Krawietz    | Wesley Koolhof Neal Skupski             | 6–7(3), 7–6(5), [10–6] | Details |
| 6.                               | 1 mei 2022        | ATP München       | Gravel        | Kevin Krawietz    | Rafael Matos David Vega Hernández       | 4–6, 6–4, [10–7]       | Details |
| Verloren finales herendubbel     |                   |                   |               |                   |                                         |                        |         |
| 1.                               | 25 oktober 2020   | ATP Keulen 2      | Hardcourt (i) | Kevin Krawietz    | Raven Klaasen Ben McLachlan             | 2-6, 4-6               | Details |
| Gewonnen challengers herendubbel |                   |                   |               |                   |                                         |                        |         |
| 1.                               | 13 mei 2017       | Rome              | Gravel        | Oscar Otte        | Kimmer Coppejans Márton Fucsovics       | 4-6, 7-6(12), [10-8]   |         |
| 2.                               | 24 juni 2017      | Poprad            | Gravel        | Mateusz Kowalczyk | Luca Margaroli Tristan-Samuel Weissborn | 6-3, 7-6(3)            |         |
| 3.                               | 20 augustus 2017  | Meerbusch         | Gravel        | Kevin Krawietz    | Dustin Brown Antonio Šančić             | 6-1, 7-6(5)            |         |
| 4.                               | 12 mei 2018       | Rome              | Gravel        | Kevin Krawietz    | Sander Gillé Joran Vliegen              | 6-3, 2-6, [10-4]       |         |
| 5.                               | 16 juni 2018      | Almaty            | Gravel        | Kevin Krawietz    | Laurynas Grigelis Vladislav Manafov     | 6-3, 2-6, [10-4]       |         |
| 6.                               | 9 september 2018  | Genua             | Gravel        | Kevin Krawietz    | Martin Kližak Filip Polášek             | 6-2, 3-6, [10-2]       |         |
| 7.                               | 23 september 2018 | Sibiu             | Gravel        | Kevin Krawietz    | Tomasz Bednarek David Pel               | 6-4, 6-2               |         |
| 8.                               | 4 november 2018   | Eckental          | Tapijt (i)    | Kevin Krawietz    | Hugo Nys Jonny O'Mara                   | 6-1, 6-4               |         |
| 9.                               | 31 maart 2019     | Marbella          | Gravel        | Kevin Krawietz    | Sander Gillé Joran Vliegen              | 7-6(6), 2-6, [10-6]    |         |
| 10.                              | 19 mei 2019       | Heilbronn         | Gravel        | Kevin Krawietz    | Andre Begemann Fabrice Martin           | 6-2, 6-4               |         |

## Resultaten grandslamtoernooien
| Legenda | Legenda                          |
| ------- | -------------------------------- |
| g.t.    | geen toernooi gehouden           |
| l.c.    | lagere categorie                 |
| –       | niet deelgenomen                 |
| G       | uitgeschakeld in de groepsfase   |
| 1R      | uitgeschakeld in de eerste ronde |
| 2R      | uitgeschakeld in de tweede ronde |
| 3R      | uitgeschakeld in de derde ronde  |
| 4R      | uitgeschakeld in de vierde ronde |
| KF      | uitgeschakeld in de kwartfinale  |
| HF      | uitgeschakeld in de halve finale |
| F       | de finale verloren               |
| W       | het toernooi gewonnen            |
| w-v     | winst/verlies-balans             |

### Enkelspel
geen deelname

### Dubbelspel
| grandslamtoernooien |      |      |      |      |      |      |
| Australian Open     | –    | 2R   | 1R   | –    | 3R   | KF   |
| Roland Garros       | –    | W    | W    | –    | 1R   | HF   |
| Wimbledon           | 3R   | 1R   | g.t. | –    | KF   |      |
| US Open             | –    | HF   | 2R   | 3R   | 2R   |      |
| ATP Finals          |      |      |      |      |      |      |
| ATP Finals          | –    | G    | G    | –    | –    |      |
| ATP Masters 1000    |      |      |      |      |      |      |
| Indian Wells        | –    | –    | g.t. | 1R   | 1R   | –    |
| Miami               | –    | –    | g.t. | –    | 1R   | 1R   |
| Monte Carlo         | –    | –    | g.t. | –    | 1R   | HF   |
| Madrid              | –    | –    | g.t. | –    | KF   | 2R   |
| Rome                | –    | –    | 1R   | –    | KF   | 1R   |
| Montreal/Toronto    | –    | 2R   | g.t. | 2R   | HF   |      |
| Cincinnati          | –    | 1R   | KF   | 1R   | KF   |      |
| Shanghai            | –    | 1R   | g.t. | g.t. | g.t. |      |
| Parijs              | –    | HF   | –    | KF   | HF   |      |
| olympisch           |      |      |      |      |      |      |
| Olympische Spelen   | g.t. | g.t. | g.t. | –    | g.t. | g.t. |
| statistieken        |      |      |      |      |      |      |
| titels per jaar     | 0    | 3    | 1    | 0    | 2    | 0    |
| eindejaarsranking   | 73   | 11   | 20   | 49   | 24   |      |